# Generatore Cockcroft-Walton

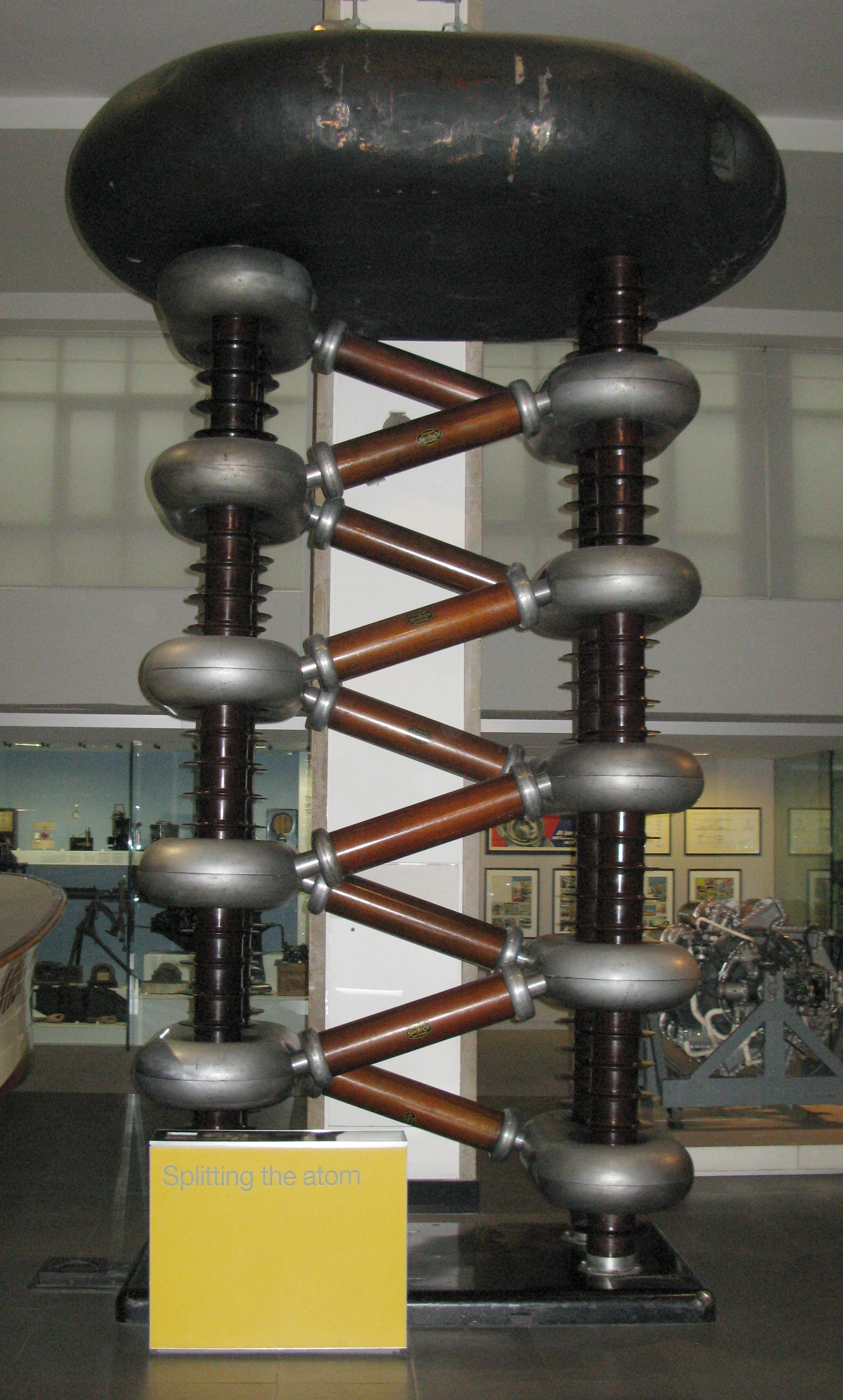
Generatore di Cockcroft–Walton

Il generatore Cockcroft-Walton o moltiplicatore di tensione è un apparecchio che permette di convertire della corrente elettrica alternata a bassa tensione in corrente continua ad alta tensione.
Il nome è dovuto ai suoi due inventori, John Douglas Cockcroft ed Ernest Thomas Sinton Walton, che  nel 1932 lo usarono per alimentare un acceleratore di particelle per i loro esperimenti nucleari. Grazie ai protoni accelerati dal generatore Cockcroft-Walton, fu eseguita la prima disintegrazione nucleare artificiale della storia.

## Funzionamento
Il moltiplicatore di Cockcroft-Walton sfrutta le proprietà dei circuiti di livellamento, in modo da ottenere da una tensione variabile un segnale che con ottima approssimazione è continuo.

### Circuito di livellamento
Un circuito di livellamento a semionda è composto da un trasformatore che applica una tensione variabile {\displaystyle V} (ad esempio sinusoidale con periodo {\displaystyle T=1/f}) ad un diodo D e ad un condensatore C. 

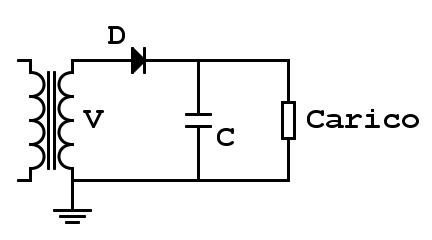
Circuito di livellamento

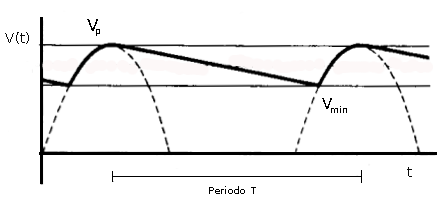
Grafico della tensione ai capi del carico nel circuito di livellamento

Quando il trasformatore fornisce un potenziale positivo, il diodo lascia passare una corrente che carica il condensatore fino al valore della tensione di picco, {\displaystyle V_{p}}. Dopo il picco, la tensione offerta dal trasformatore diminuisce e il condensatore comincia a scaricarsi sul carico (se presente). Quando {\displaystyle V<0}, il diodo blocca il passaggio di corrente e sul carico giunge solo la differenza di potenziale ai capi del condensatore {\displaystyle V_{C}} in scarica (dunque decrescente come in figura).
Quando {\displaystyle V} torna a crescere e diventa positiva (con flusso di corrente attraverso il diodo), fino ad  intersecare la curva {\displaystyle V_{C}} in {\displaystyle V_{min}}, il condensatore comincia a ricaricarsi fino a quando raggiunge di nuovo il picco {\displaystyle V_{p}} e il ciclo si ripete.
In questo modo la tensione ai capi del carico non diminuisce in modo drastico quando il diodo si blocca: alla {\displaystyle V} del trasformatore subentra {\displaystyle V_{C}} del condensatore, che è noto seguire la legge: {\displaystyle \displaystyle V_{C}=V_{p}e^{-t/\tau }}. Se la costante di tempo è {\displaystyle \tau \gg T}, la scarica è molto lenta e dunque la differenza di tensione tra il picco e il minimo {\displaystyle V_{r}=V_{p}-V_{min}} detta ripple è molto piccola. In questo modo si è ottenuta una tensione pressoché continua, il cui valor medio è {\displaystyle {\bar {V}}=V_{p}-{\frac {V_{r}}{2}}}.

Per stimare l'ondulazione del segnale dovuta al ripple si possono introdurre le seguenti approssimazioni sui tempi di carica e scarica del condensatore:
{\displaystyle \Delta t_{carica}\simeq 0} e 
{\displaystyle \Delta t_{scarica}\simeq T}.
Si ricorda che sul condensatore ad una carica {\displaystyle Q} corrisponde una tensione: {\displaystyle V_{C}={\frac {Q}{C}}} e che se il diodo nella fase di scarica esclude il trasformatore, allora la corrente che attraversa il carico è quella che fluisce dal condensatore: {\displaystyle I={\frac {\Delta Q}{T}}=C{\frac {\Delta V_{c}}{T}}}. Essendo la tensione di ripple {\displaystyle \Delta V_{C}={\frac {IT}{C}}={\frac {I}{fC}}=V_{r}}, si verifica che la differenza di potenziale in uscita dal circuito è in media: {\displaystyle {\bar {V}}_{out}=V_{p}-{\frac {1}{2}}{\frac {I}{fC}}}

### Moltiplicatore di Cockcroft-Walton

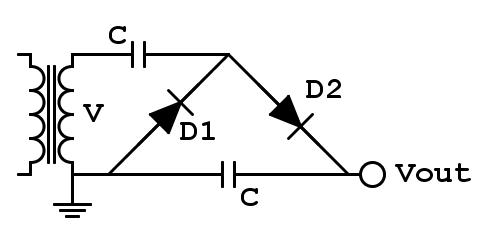
Moltiplicatore ad un solo stadio

Il moltiplicatore vero e proprio è ottenuto dalla serie di più  moduli di livellamento, composti di capacità e diodi, in modo da ottenere un effetto di smorzamento dell'oscillazione iniziale di  {\displaystyle V}unito ad una amplificazione della tensione in ingresso.
I moltiplicatori sono caratterizzati in base al numero di stadi che li compongono ovvero il numero di condensatori tra la terra e l'uscita {\displaystyle V_{out}}.
Si analizza il caso del moltiplicatore a stadio singolo, con due condensatori di uguale capacità {\displaystyle C} e due diodi, {\displaystyle D_{1}} e {\displaystyle D_{2}}.

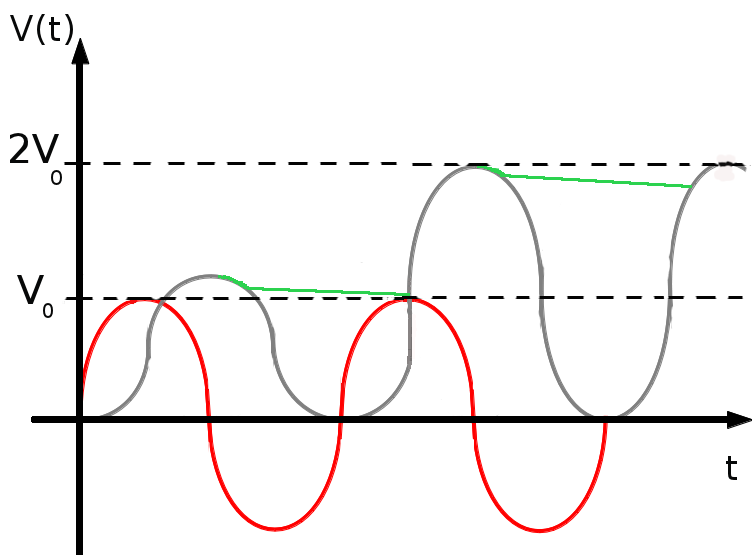
La tensione rossa è quella in entrata, in grigio la tensione in uscita sul carico, con la correzione del ripple in verde.
(Stadio singolo)

Se il trasformatore inizialmente fornisce {\displaystyle V<0}, {\displaystyle D_{2}} è bloccato e la corrente scorre solo attraverso {\displaystyle D_{1}}, andando a caricare il condensatore in alto nella figura, fino al potenziale di picco {\displaystyle V_{p}}.
Quando la corrente si inverte, {\displaystyle D_{1}} è bloccato e la corrente transita per {\displaystyle D_{2}}, andando a caricare il condensatore C in basso ad un potenziale che è la somma di quello del trasformatore e di quello sull'altro C. In questo modo la tensione finale sul condensatore in basso è {\displaystyle V_{out}=2V_{p}}, che è appunto la tensione in uscita dal moltiplicatore.
Se si aggiunge un ulteriore stadio, iterando il ragionamento si ottiene: {\displaystyle V_{out}=4V_{p}} e in generale, per un moltiplicatore a n stadi, vale l'equazione:
{\displaystyle V_{out}=2nV_{p}}.
In realtà questa è solo un'approssimazione che ignora l'effetto di ripple. Infatti si può dimostrare che il ripple per un moltiplicatore a n stadi è:
{\displaystyle V_{r}={\frac {I}{fC}}{\frac {4n^{3}+3n^{2}-n}{3}}} dove {\displaystyle I} è la corrente nel carico e {\displaystyle C} è la capacità.
Il fatto che la tensione {\displaystyle V_{f}} cresca come {\displaystyle n^{3}} implica che ci sono crescenti distorsioni nel segnale in uscita all'aumentare del numero di stadi usati nel moltiplicatore, fino al punto che {\displaystyle V_{out}} non può più essere approssimata come tensione continua. Ciò limita nella pratica la possibilità di costruire dispositivi con un numero di stadi troppo elevato, a meno di prendere particolari accorgimenti. Ad esempio, invece di prendere condensatori con capacità uguali, la scelta di mettere condensatori con capacità grandi alla base del circuito permette di limitare questo effetto distorsivo. Anche l'invio di tensioni con forma d'onda quadra o triangolare permette di mantenere la tensione in uscita approssimativamente continua.

Alla luce di questa correzione, la tensione media in uscita è:
{\displaystyle {\bar {V}}=2nV_{p}-{\frac {I}{fC}}{\frac {4n^{3}+3n^{2}-n}{6}}}.

## Storia e usi

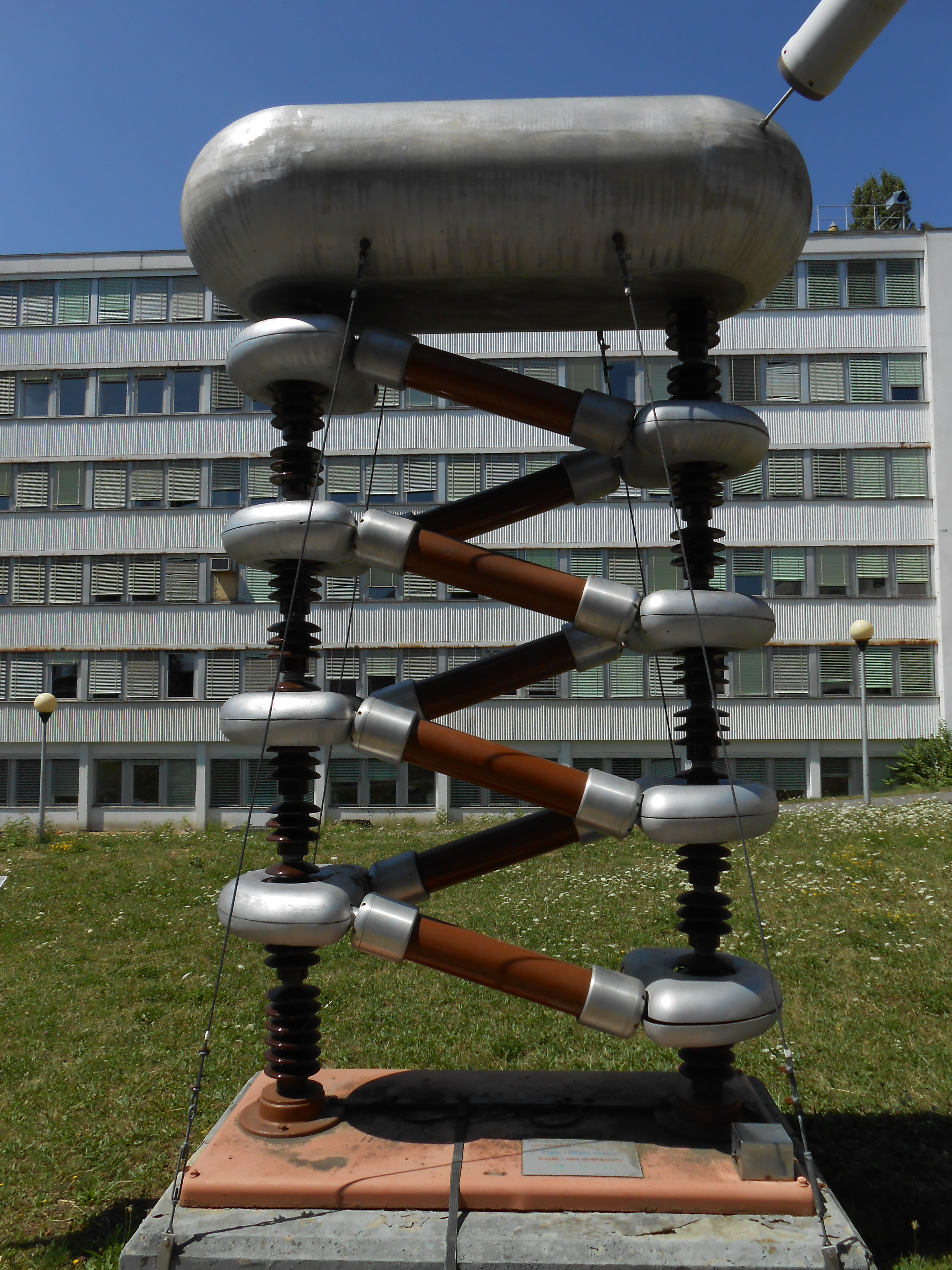
Un generatore Cockcroft-Walton, esposto nel giardino del Museo Microcosm al CERN

Il circuito fu progettato per la prima volta nel 1919 da uno scienziato svizzero, Heinrich Greinacher, ma la realizzazione concreta del moltiplicatore di Cockcroft-Walton risale ai primi anni '30, quando iniziò a diffondersi negli esperimenti di Fisica nucleare, in cui era necessario usare tensioni continue molto elevate per accelerare particelle su tracciati lineari.
In particolare nel 1932 Cockcroft e Walton, fisici presso il Cavendish Laboratory di Cambridge, costruirono il primo moltiplicatore del genere per accelerare protoni lungo un tubo a vuoto di circa 2,4 m, riuscendo ad ottenere tensioni fino a 800 kV a partire ad un segnale in ingresso di 200 kV.
Il moltiplicatore di tensione a cascata è stato usato per la maggior parte della loro ricerca nucleare, che è stata premiata nel 1951 con il Premio Nobel per la fisica per la "Trasmutazione dei nuclei atomici ottenuta con particelle artificialmente accelerate".
Il circuito di Cockcroft-Walton è ancora utilizzato negli acceleratori di particelle, ma ha trovato impiego anche in molti dispositivi elettronici di uso quotidiano che richiedono alte tensioni, come le macchine a raggi x, i televisori e le fotocopiatrici.